# György Gombosi
György Gombosi (* 5. Mai 1904 in Budapest; † zwischen 18. und 20. Januar 1945 im KZ Auschwitz) war ein ungarischer Kunsthistoriker.

## Leben
György Gombosi war ein Sohn des Kaufmanns Joseph Gombosi und seiner Ehefrau, der Pianistin Elizabeth Bogyo, sein Bruder war der spätere Musikwissenschaftler Otto Gombosi (1902–1955). 1919 konvertierte er mit seiner Familie vom Judentum zum Protestantismus. Nach dem Abschluss der Oberschule 1922 studierte er Kunstgeschichte an den Universitäten Budapest, Florenz und Berlin, wo er 1926 mit einer Arbeit über Spinello Aretino promoviert wurde. Von 1928 bis 1930 war er Stipendiat am Ungarischen Historischen Institut in Rom. Sein Spezialgebiet war die Kunst der Renaissance in Italien. 1930 bis 1932 arbeitete er als Volontär am Szépművészeti Múzeum, danach als freiberuflicher Kunsthistoriker. 
Am 4./5. Juli 1944 wurde er aus dem Ghetto Oradea nach Auschwitz deportiert, wo er zwischen dem 18. und 21. Januar 1945 in einem Eisenbahnwaggon ohne Wasser und Essen starb.